# Rudolf Meidner
Rudolf Alfred Meidner (ur. 23 czerwca 1914 we Wrocławiu, zm. 9 grudnia 2005 w Lidingö) – szwedzki ekonomista, wraz z Göstą Rehnem współtwórca modelu Rehna-Meidnera, ekonomicznej podstawy dla szwedzkiego państwa opiekuńczego.
Syn Alfreda Meidnera i Elise Bandmann. Jako Żyd i socjalista był zmuszony uciekać z III Rzeszy po pożarze Reichstagu w 1933 r. W 1937 ożenił się z Ellą Jörgenssen i w 1943 został obywatelem Szwecji. Był uczniem Gunnara Myrdala. W 1954 obronił doktorat na temat polityki pełnego zatrudnienia na szwedzkim rynku pracy. Większość życia spędził pracując dla Szwedzkiej Konfederacji Związków Zawodowych.